# Мусалаев, Джамалутдин
Мусалаев Джамалутдин (1880-1947) родился в селении Алисултан Янгиюрт в семье кумыкских узденей. Контрреволюционер,участник Русско-японской войны, кавалер орденов и медалей. Полковник царской армии. Военный губернатор Дагестанской области (1918), Военный министр Республики Союза горцев Кавказа (1919). После установления советской власти в Дагестане, эмигрировал.

## Биография
Родился Мусалаев Джемалутдин 10-го февраля 1880 года в Дагестанской области. Образование получил в Темир-Хан-Шуринском реальном училище. В службу вступил 01.09.1898. Окончил Московское военное училище (по 1-му разряду). Выпущен в 255-й пехотный Аварский резервный батальон (ст. 09.08.1899). Участник русско-японской войны 1904-05 в составе 2-го Дагестанского конного полка (прикомандирован 09.04.1904; переведен Хорунжим 18.04.1904). Ранен в ногу осколком шрапнели 14.01.1905. Поручик (пр. 28.03.1905; ст. 09.08.1903). Штабс-Ротмистр (ст. 09.08.1907). Ротмистр (ст. 09.08.1911). На 01.09.1911 в Дагестанском конном полку. Участник мировой войны. Полковник (пр. 01.04.1916; ст. 28.11.1915). На 01.08.1916 в том же чине и полку. Командир Чеченского конного полка (с 30.05.1917). Временно командовал 2-й бригадой Кавказской конной дивизии (с 16.07.1917). С конца 1917 поддерживал правительство имама Нажмутдина Гоцинского. Весной 1918, в связи с установлением Советской власти в Дагестане, ушел со своими сторонниками в горы. В 05.1918 один из организаторов так называемого народного съезда в Гунибе, на котором было провозглашено правительство во главе с имамом Нажмутдином. В конце 1918 Горским правительством назначен губернатором Дагестана. С 24.05.1919 Деникинским Временным правительством Дагестана назначен заместителем правителя Дагестана. После поражения ВСЮР весной 1920 вынужден оставить Дагестан и оказался в эмиграции, где и умер.